# Аллаук
Аллаук — река в России, протекает по Вятскополянскому району Кировской области через населённые пункты Чекашево, Сосмак, Средние Шуни, Нижние Шуни. В Средних Шунях справа впадает река Каркаусь. Устье Аллаука находится в 71 км по правому берегу реки Вятка. Длина реки составляет 23 км.

## Данные водного реестра
По данным государственного водного реестра России, относится к Камскому бассейновому округу, водохозяйственный участок реки — Вятка от города Вятские Поляны и до устья, речной подбассейн реки — Вятка. Речной бассейн реки — Кама.
Код объекта в государственном водном реестре — 10010300612111100040493.